# Bengt Olof Dahlin
Bengt Olof Dahlin, född 13 juli 1914 i Sandhems socken, död 16 november 1989, var en svensk konstnär.
Han var son till civilingenjören Ernst Dahlin och Barbro Wide.
Efter förberedande studier i Sverige studerade Dahlin vid Wellsville Junior High School i Wellsville, New York 1924-1928 och Port Arthur Senior High School i Port Arthur Texas 1928-1931. Han var under en period verksam som sjöman på amerikanska tankfartyg där hans intresse för marinmålning väcktes. Separat ställde han ut i bland annat Sundsvall.
Dahlin är representerad vid Nationalmuseum i Stockholm.